# Essex (Maryland)
Essex is een plaats (census-designated place) in de Amerikaanse staat Maryland, en valt bestuurlijk gezien onder Baltimore County.

## Demografie
Bij de volkstelling in 2000 werd het aantal inwoners vastgesteld op 39.078.

## Geografie
Volgens het United States Census Bureau beslaat de plaats een oppervlakte van
30,9 km², waarvan 24,7 km² land en 6,2 km² water.

## Plaatsen in de nabije omgeving
De onderstaande figuur toont nabijgelegen plaatsen in een straal van 8 km rond Essex.